# La Terreur des Batignolles
La Terreur des Batignolles és un curtmetratge francès de comèdia dirigit per Henri-Georges Clouzot el 1931 basat en un argument de Jacques de Baroncelli. Dura 15 minuts.

## Sinopsi
Un lladre maldestre que entra nerviós a una casa buida és sorprés per la parella que hi viu, que arriba abans perquè té previst suïcidar-se

## Repartiment
- Germaine Aussey
- Louis Boucot
- Jean Wall

## Producció
El cineasta utilitza una fotografia fosca i col·loca les llums als llocs adequats per a un bon ús de les ombres. En canvi, els diàlegs dels actors són humorístics i maldestres.